# ارمنستان در ۲۰۱۳
لیست زیر رویدادهایی است که در طی سال ۲۰۱۳ (میلادی) در ارمنستان اتفاق افتاده است.

## صاحب منصبان
- رئیس‌جمهور: سرژ سارگسیان
- نخست‌وزیر: تیگران سارگسیان

## رویدادها

### فوریه
- ۱۸ فوریه - انتخابات ریاست‌جمهوری ارمنستان برگزار شد.

## درگذشتگان
- ۳ ژانویه: ولادیمیر سارگسیان، ۷۷، دانشمند
- ۱ فوریه: ولادیمیر ینگیباریان، ۸۰، بوکسور
- ۱۴ مارس: آرامائیس ساهاکیان، ۷۶، شاعر، طنزپرداز، ناشر و مترجم.
- ۲ سپتامبر: لوون آنانیان، ۶۶، زبان‌شناس، روزنامه‌نگار، و مترجم.
- : ریچارد سی سارافیان، ۸۳، هنرپیشه، کارگردان، فیلم‌نامه‌نویس، و تهیه‌کننده آمریکایی ارمنی‌تبار
- ۲۶ سپتامبر: سوس سارگسیان، ۸۳، بازیگر و کارگردان سینما و تئاتر